# Programa New Frontiers
New Frontiers é um programa da NASA, cuja finalidade é explorar o Sistema Solar.
O programa New Frontiers vai procurar fazer o uso de sondas espaciais de médio porte com a finalidade de efetuar estudos científicos de alta qualidade, procurando melhor compreender o Sistema Solar.
Incorporado ao orçamento da NASA em 2003, este programa não deverá seguir as metas sobre custo e tempo de execução que foram estabelecidas ao programa Discovery, podendo ultrapassa-las. O programa vai procurar lançar uma sonda de alta-tecnologia a cada 36 meses.
No programa New Frontiers será permitido o uso de gerador termoelétrico de radioisótopos para o fornecimento de energia para o funcionamento das sondas.

## Missões
Missões pertencentes ao programa New Frontiers:
- New Horizons - Missão destinada a estudar o planeta anão Plutão e sua lua Caronte.

- Juno - Missão lançada em 2011 com a finalidade de estudar o planeta Júpiter.

Pretende-se ainda neste programa explorar Vênus, o polo sul da Lua e cometas.